# 京都府道137号清滝鳥居本線
京都府道137号清滝鳥居本線（きょうとふどう137ごう きよたきとりいもとせん）は、京都府京都市右京区を通る一般府道である。

## 概要
京都市右京区嵯峨清滝町から京都市右京区嵯峨鳥居本一華表町に至る。愛宕山鉄道跡を活用された清滝道の一部である。

### 路線データ
- 起点：京都市右京区嵯峨清滝町
- 終点：京都市右京区嵯峨鳥居本一華表町（京都府道50号京都日吉美山線交点）

## 路線状況

### 道路施設

#### トンネル
- 清滝隧道：延長501 m、1927年（昭和2年）竣工、京都市右京区

## 地理

### 通過する自治体
- 京都市（右京区）

### 交差する道路
| 交差する道路                                            | 交差する場所       | 交差する場所 |
| ------------------------------------------------------- | ------------------ | ------------ |
| 京都府道50号京都日吉美山線 京都府道401号嵯峨亀岡線 重複 | 嵯峨鳥居本一華表町 | 終点         |

### 沿線
- 関西電力清滝発電所
- 愛宕念仏寺